# Texaco

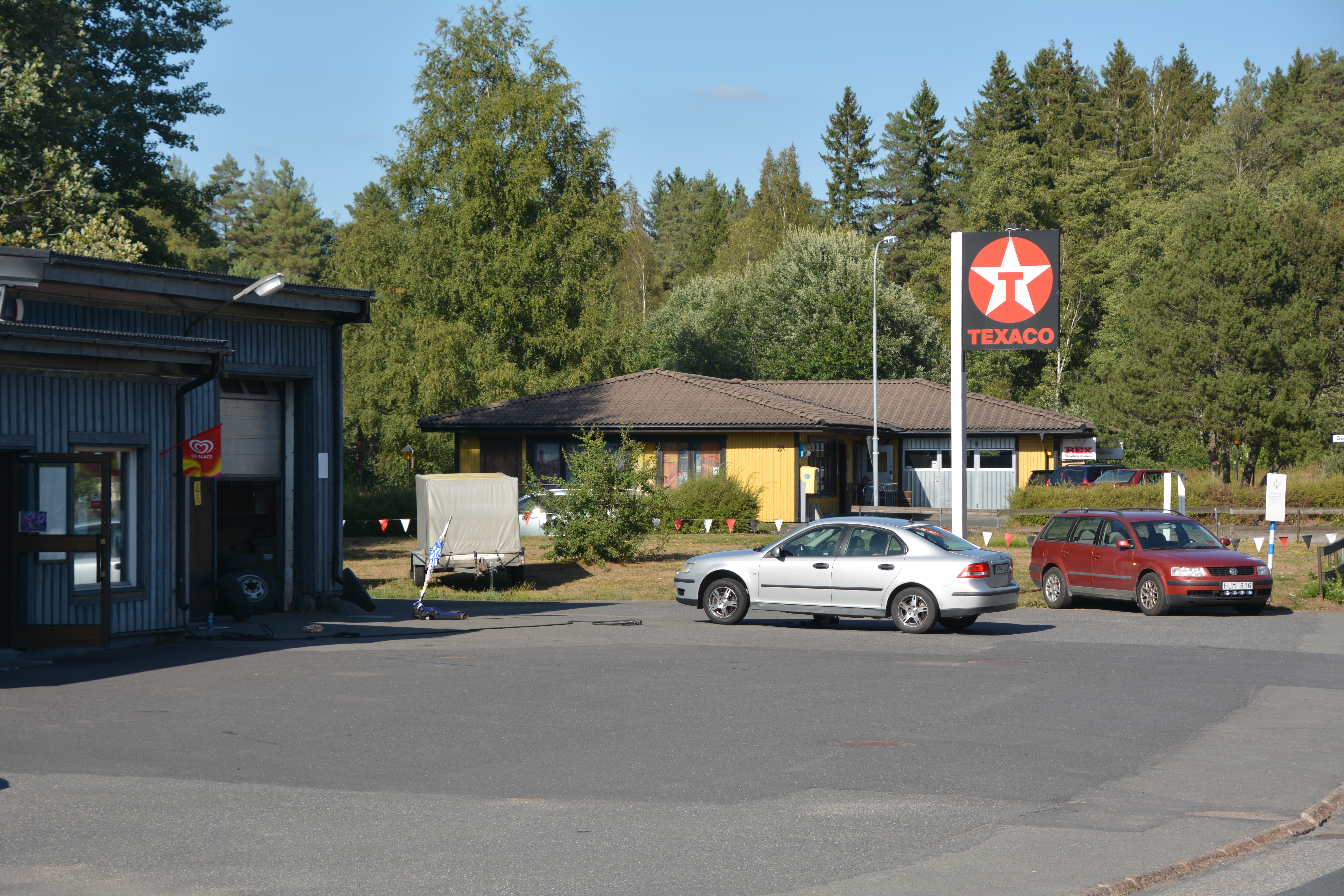
Texacoskylt vid bilverkstad i Smålands Anneberg

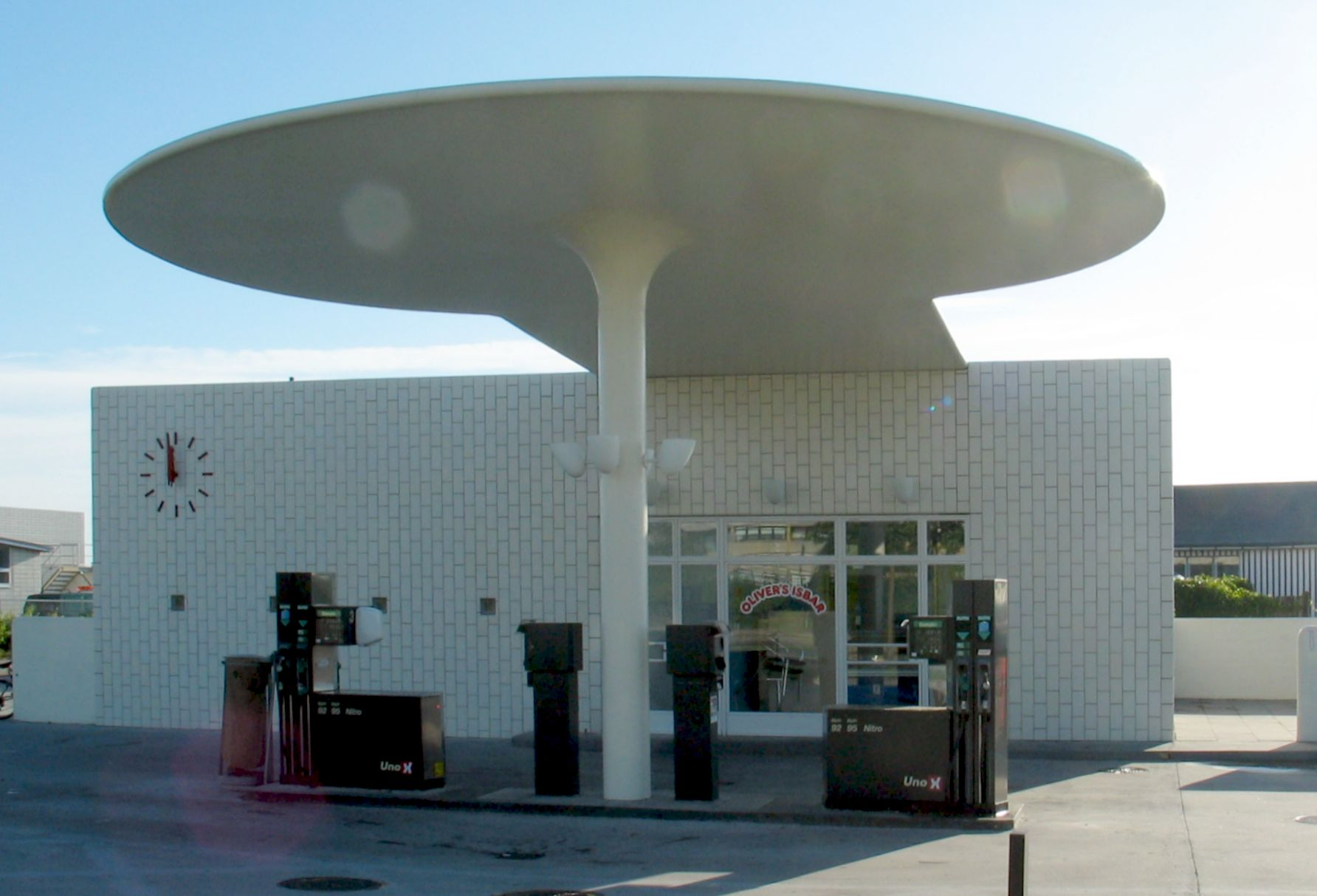
Bensinstationen i Skovshoved utanför Köpenhamn är ett byggnadsminne, som ritades av Arne Jacobsen och byggdes 1936 för Texaco.

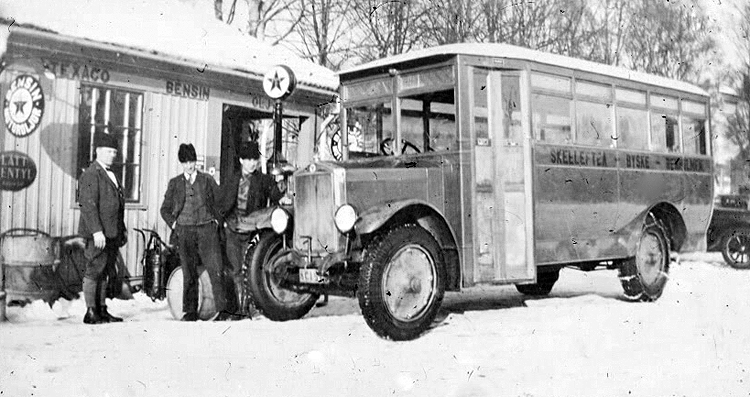
Texaco bensinstation vid torget i Skellefteå under 1930-talet

Texaco är ett amerikanskt oljebolag som sedan 2001 är ett helägt dotterbolag till Chevron.

## Historik
Texaco grundades i Beaumont i Texas, USA, 1902 av Joseph S. Cullinan och Arnold Schlaet under namnet The Texas Company.
Bolaget blev det första att sälja bensin under samma namn i USA:s samtliga delstater. År 1931 köpte Texaco Indian Oil Company, som hade sin bas i Illinois. Köpet stärkte bolagets ställning i Mellanvästern och gav det tillgång till oljemärket Havoline.
Under 1930-talet byggde företaget upp ett omfattande distributionsnät i Kanada, Colombia och Venezuela. År 1936 bildade Texaco bolaget Caltex tillsammans med Standard Oil Company of California (senare Chevron) med syfte att sälja bolagens produkter utomlands.
År 1984 förvärvade bolaget Getty Oil Company med oljekällor i USA och Kanada.
År 2001 köptes Texaco av Chevron.

## Verksamhet i Sverige
Texacos smörjmedel tillverkas i Göteborg för den skandinaviska marknaden. Fabriken i Göteborg (Scanlube) samägs av Preem och Uno-X i Norge/Danmark som också står för marknad och försäljning i sina respektive länder. I Sverige säljs Texaco smörjmedel av Preem, av Preem återförsäljare och på Preems stationer.
Texaco bedrev under många år egen försäljning av drivmedel i Sverige. År 1921 tog Texaco över stockholmsföretaget Wahlunds Mineralolje AB, och sålde bensin under varumärket Texaco fram till 1947, då bensinstationerna började namnändras till Caltex. På grund av materialbrist fördröjdes dock omskyltningen av bensinstationerna. Caltex bytte 1967 tillbaka till det ursprungliga namnet Texaco. År 1994 köptes Texacomackarna av OK Petroleum. År 1996 bytte OK Petroleum inklusive Texacostationerna namn till Preem.